# Jurkowo Wielkopolskie
Jurkowo Wielkopolskie – zlikwidowany wąskotorowy przystanek kolejowy w Jurkowie, na wąskotorowej linii kolejowej Rakoniewice Wąskotorowe – Krzywiń, w powiecie kościańskim, w województwie wielkopolskim, w Polsce.